# Бучанська вулиця (Київ)
Буча́нська ву́лиця — вулиця у Святошинському районі міста Києва, селище Біличі. Пролягає від Осінньої вулиці до вулиці Академіка Булаховського.
Прилучаються вулиці Йосипа Маршака, Патріарха Володимира Романюка та Раїси Букіної.

## Історія
Вулиця виникла в XIX столітті, згодом отримала назву (2-га) вулиця Коцюбинського (або вулиця Михайла Коцюбинського). Сучасна назва — з 1955 року, від міста Буча на Київщині. Проте станом на 2011 рік частина адресних табличок залишалася зі старим найменуванням вулиці.

## Зображення

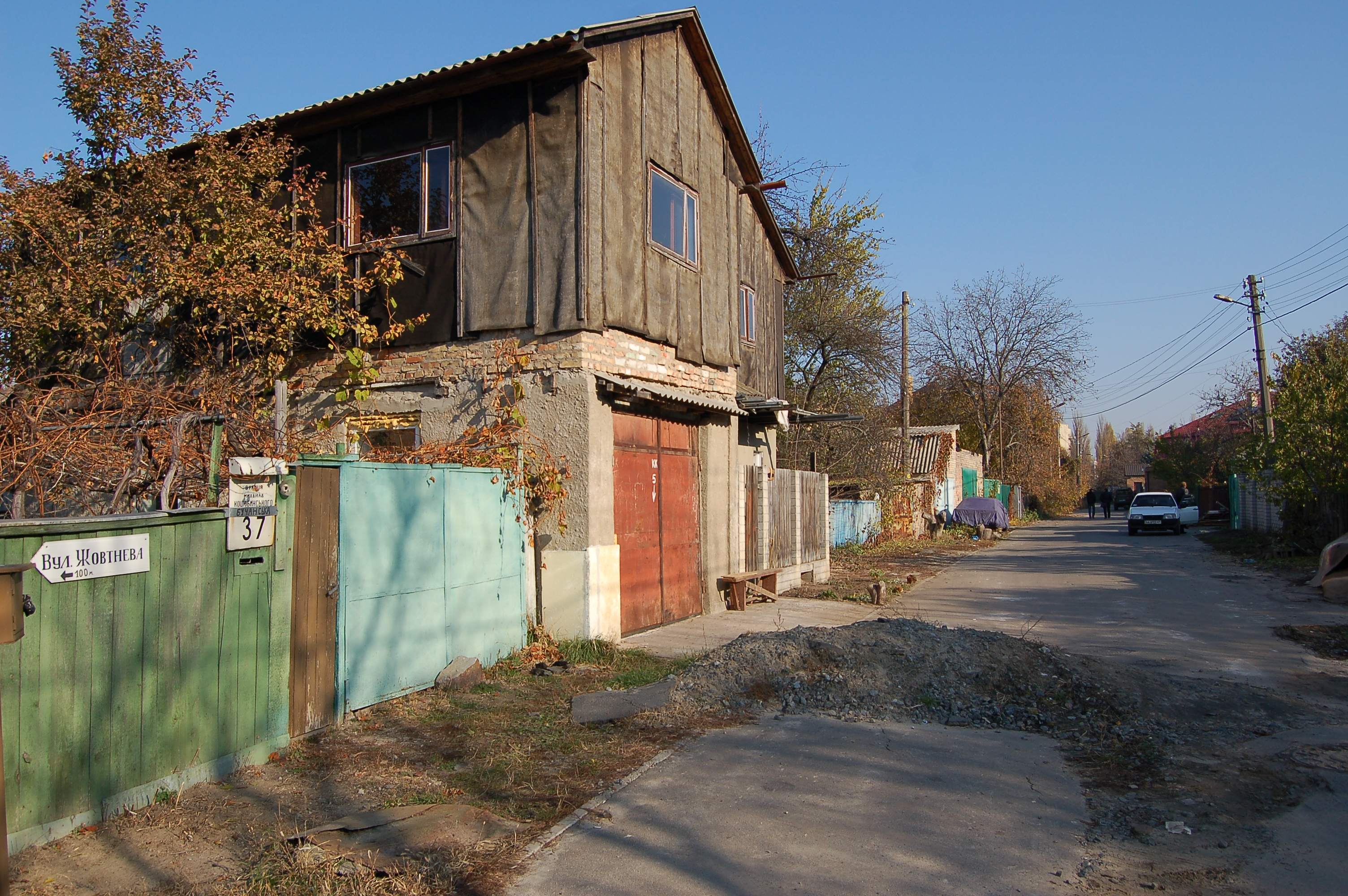
Бучанська вулиця, біля перехрестя з вулицею Раїси Букіної
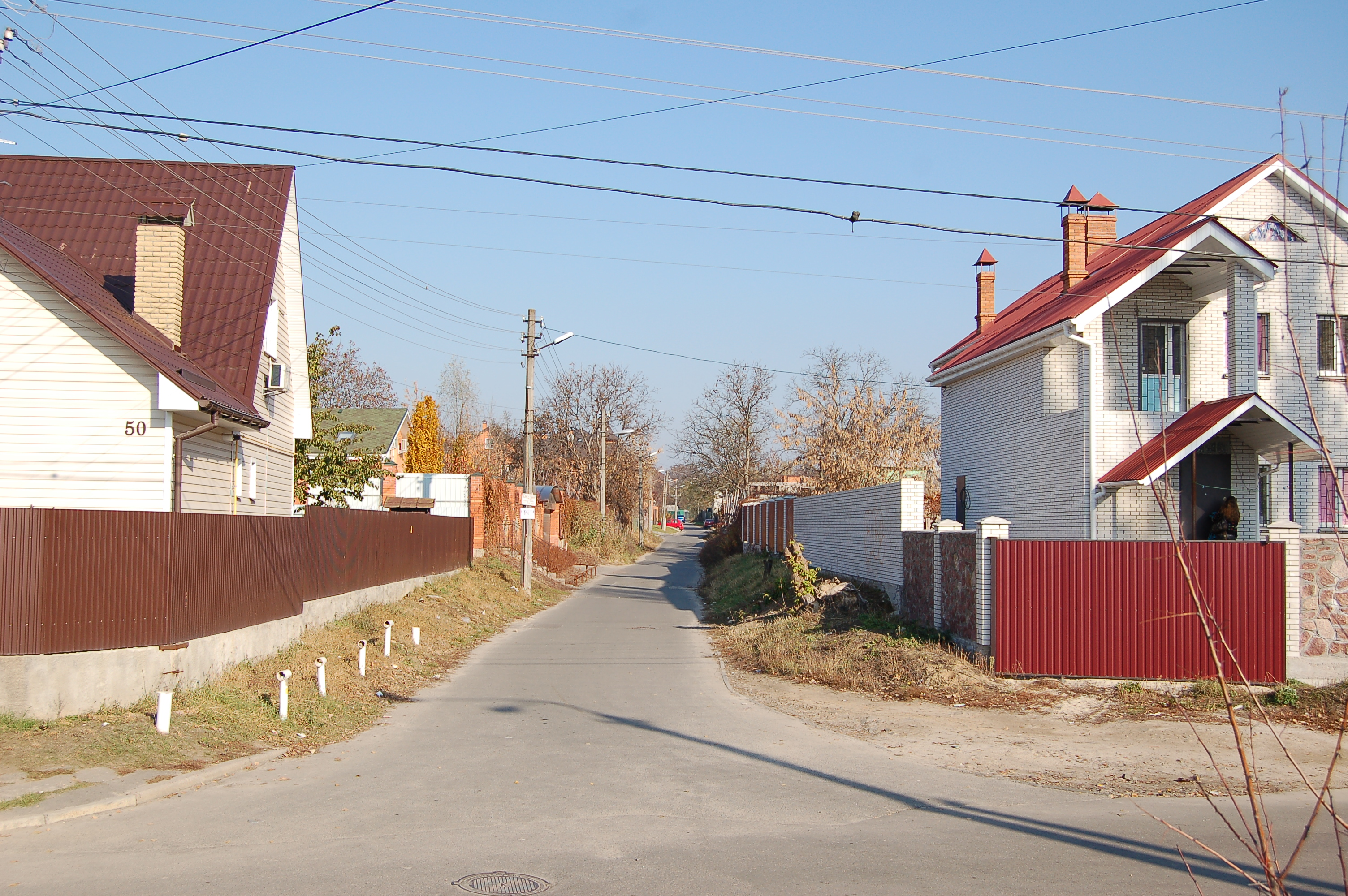
Бучанська вулиця, біля перехрестя з Осінньою вулицею
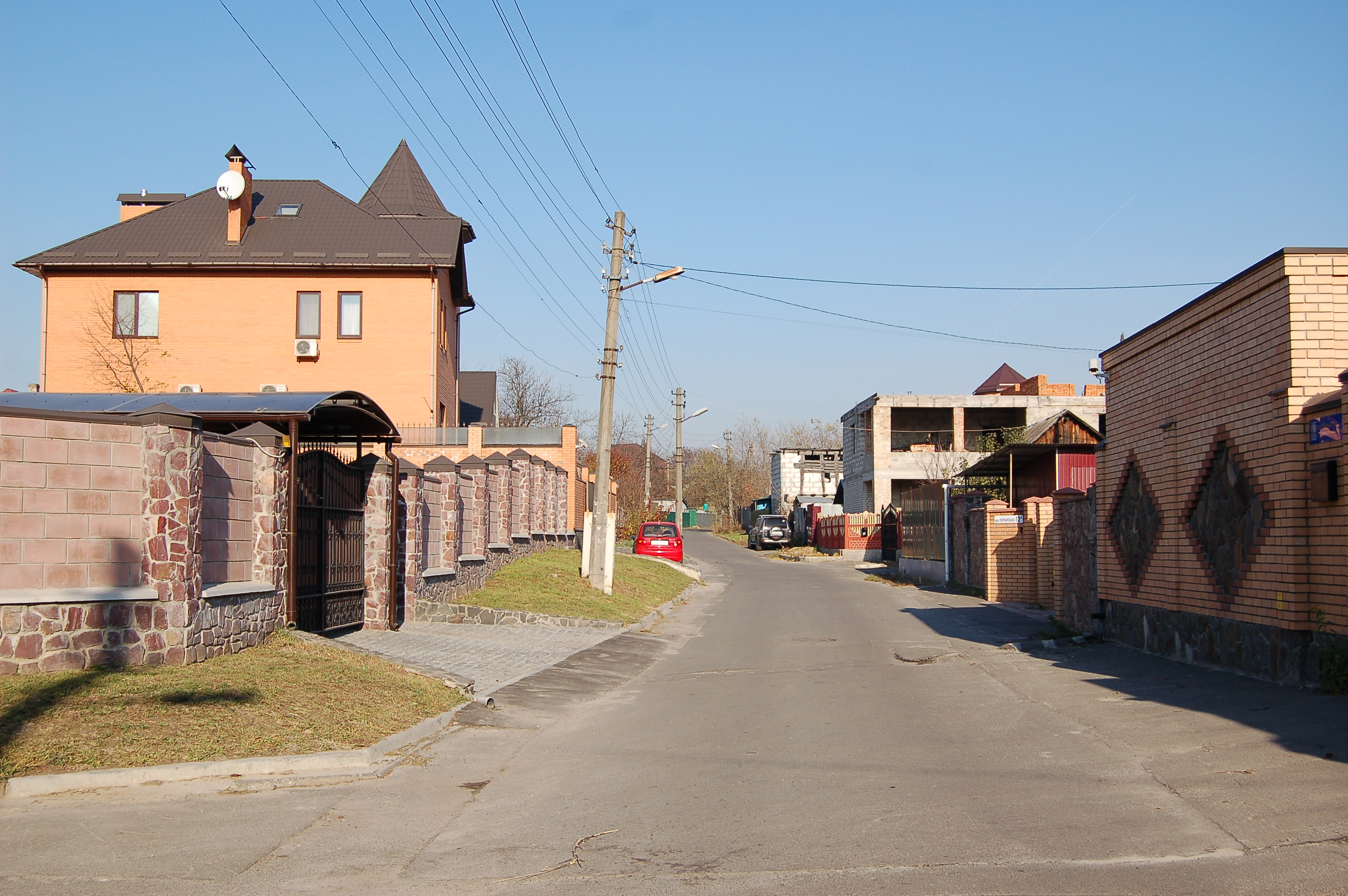
Бучанська вулиця, біля перехрестя з вулицею Маршака